# Galina Nikolaïeva
Pour les articles homonymes, voir Nikolaïeva.
Galina Evguenievna Nikolaïeva (en russe : Галина Евгеньевна Николаева) est une femme écrivain soviétique, née le 5 février 1911 (18 février dans le calendrier grégorien) à Ousmanka dans le gouvernement de Tomsk (Empire russe) et morte à Moscou (URSS) le 18 octobre 1963 .

## Biographie
Fille de l'enseignant et avocat Evgueni Ivanovitch Volianski, en 1929 ou 1930 selon les sources, elle sortit diplômée de l'école secondaire à Gorki pour rentrer à l'institut de médecine (ru) de cette ville où elle resta jusqu'en 1942 pour y exercer diverses activités. D'abord, elle y étudia jusqu'en 1935 et poursuivit des études supérieures jusqu'en 1938 (ou 1939), période pendant laquelle elle obtint son diplôme et tint un poste d'adjointe au département de pharmacologie de ce même institut. En 1937, son père et son époux furent arrêtés ; ils devaient être réhabilités plus tard. Jusqu'en 1942, elle travailla comme assistante d'enseignement dans une école d'infirmières au sein de l'université de médecine de Gorki. Rentrée en 1941 au WPRA, un service de médecine militaire, elle fut affectée en juillet 1942 en tant que chirurgien au centre d'évacuation no 73 basé dans l'hôpital no 6 sur le front à Stalingrad puis à partir de 1944 à l'hôpital d'évacuation de Stalingrad no 56. Lors du transfert de blessés, elle eut une commotion cérébrale. Cependant, elle reprit ses fonctions de médecin dans des hôpitaux du Caucase du Nord.
Son expérience personnelle la poussa vers la littérature ; en 1945, le journal Znamia publia ses vers. À partir de 1945, elle se consacra à l'écriture et en tant qu'écrivain et journaliste, elle entraîna ses lecteurs dans différents milieux de la société soviétique. À partir de 1948 et pendant deux ans, elle travailla comme correspondant littéraire à la Literatournaïa gazeta. En 1951, elle obtint le prix Staline de première classe  pour La Moisson et de plus reçut, par ailleurs, deux médailles pour les services qu'elle avait rendus à l'URSS. En 1954, elle devint membre du conseil des écrivains de l'URSS où elle siégea jusqu'à sa disparition. L'écrivain Wang Meng s'est dit son disciple si l'on en croit un article du journal T'oung Pao . De son vivant, L'ingénieur Bakhirev fut adapté en 1958 au Théâtre Mossoviet, en 1959 au Théâtre d'art de Moscou, au Théâtre dramatique de Saratov et en 1960 au Théâtre dramatique russe de Lituanie. Elle se documentait pour un nouveau roman dont le sujet serait la recherche scientifique, mais une grave maladie de cœur l'emporta et elle ne put terminer l'ouvrage.
Elle est enterrée au cimetière de Novodiévitchi à Moscou.

## Œuvres
- 1945 : La Mort d'un commandant d'armée (Гибель командарма) (nouvelle)
- 1946 : À travers le feu (Сквозь огонь) (recueil de poèmes)
- 1948 : Le kolkhoze « Tracteur » (Колхоз „Трактор“) (essai)
- 1949 : Les Caractéristiques de l'avenir (Черты будущего) (essai)
- 1948-1949 : Elizar Kuratov, forgeron d'élite (Елизар Куратов. Кузнец первого класса) (essai)
- 1950 : La Moisson (Жатва), premier roman, publié initialement dans la revue Znamia (n° 5-7), sur la reconstruction et la collectivisation problématiques du monde agricole après la guerre et leurs conséquences humaines
- 1955 : L'Histoire d'un agronome et d'un directeur de M.T.S. (Повесть о директоре МТС и главном агрономе) (récit sur les difficultés de l'agriculture)
- 1957 : L'Ingénieur Bakhirev (Битва в пути, "La bataille en chemin", dans l'édition russe). Publié initialement dans la revue Octobre, n° 3-7). Ce roman nous plonge dans l'URSS pendant le « dégel » après la mort de Staline : dans une usine de fabrication de tanks, reconvertie en usine de fabrication de tracteurs, l'ingénieur principal nouvellement nommé, Dmitri Bakhirev, s'oppose au directeur de la trempe stalinienne, Sémion Valgane. Traduction française de Georges Soria, Les Éditeurs réunis, 1960.
- 1962 : Les histoires de grand-mère Vassilissa sur les miracles (Рассказы бабки Василисы про чудеса) (cycle de contes)
- 1963 : Notre jardin (Наш сад) (journal)

### Scénariste
- 1952 : La Moisson (film, 1952) (en russe : Возвращение Василия Бортникова) de Vsevolod Poudovkine, adaptation du roman La Moisson
- 1959 : Dans le calme de la steppe (В степной тиши), de Sergueï Kazakov, adaptation de L'Histoire d'un agronome et d'un directeur de M.T.S.
- 1961 : La bataille en chemin (Битва в пути) Vladimir Bassov, adaptation du roman du même nom[2]
- 1967 : Au sujet des miracles humains (Про чудеса человеческие) de Vladimir Monakhov